# Ferrovia Novoeste

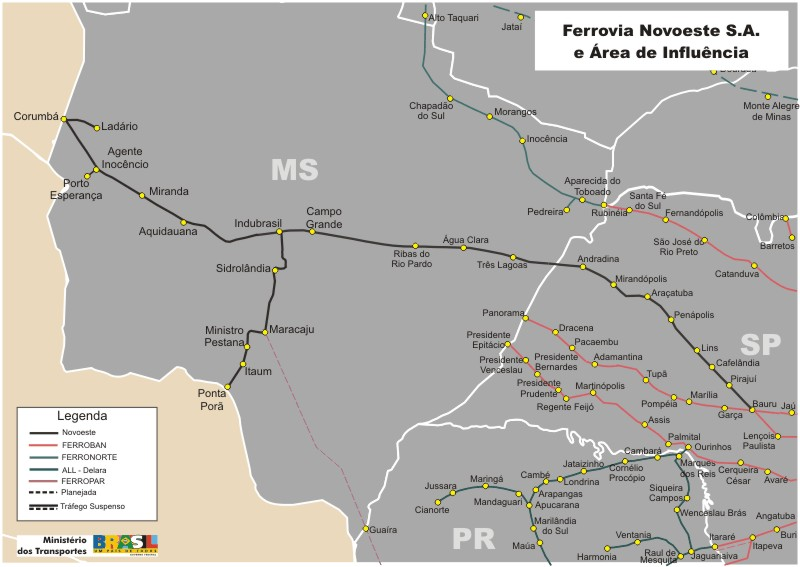
Streckenkarte der Eisenbahngesellschaft Novoeste

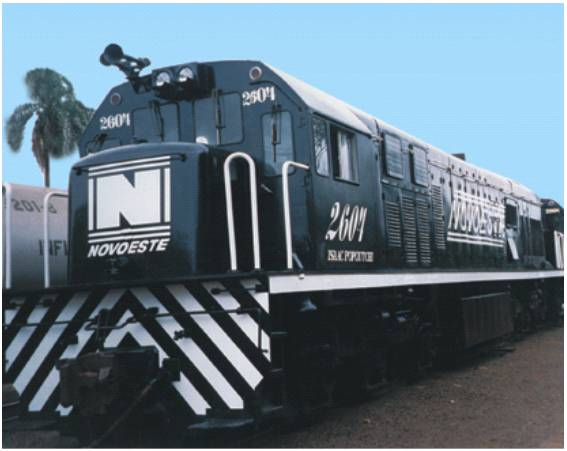
Lokomotive der Novoeste auf Strecke

Ferrovia Novoeste S.A. war die Bahngesellschaft, die im Jahr 1996 die Konzession für den Betrieb der Malha Oeste (westliches Streckennetz) von der ehemaligen staatlichen Bahngesellschaft Rede Ferroviária Federal (RFFSA) erhielt. Das Streckennetz umfasste praktisch alle Bahnstrecken der ehemaligen Bahngesellschaft Estrada de Ferro Noroeste do Brasil.
Im Jahr 2002 gründeten Ferrovia Bandeirantes S.A. (Ferroban) zusammen mit Ferrovias Norte do Brasil S.A. (Ferronorte) die neue Bahngesellschaft Brasil Ferrovias. 
Zuletzt im Jahr 2006, wurde ein Zusammenschluss von Brasil Ferrovias und Novoeste mit der Bahngesellschaft América Latina Logística (ALL) durch Aktientausch möglich gemacht.